# Espectroscopia NMR

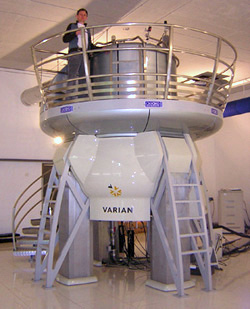
Um instrumento RMN de 900MHz com um magneto de 21.2 T no Henry Wellcome Building for NMR (HWB-NMR), Birmingham, GB.

Espectroscopia por ressonância magnética nuclear, mais conhecida como espectroscopia por RMN, é uma técnica de pesquisa que explora as propriedades magnéticas de certos núcleos atômicos para determinar propriedades físicas ou químicas de átomos ou moléculas nos quais eles estão contidos. Baseia-se no fenômeno da ressonância magnética nuclear e pode fornecer informações detalhadas sobre a estrutura, dinâmica, estado de reação e ambiente químico das moléculas.
Mais frequentemente, espectroscopia RMN é usada por químicos e bioquímicos para investigar as propriedades de moléculas orgânicas, embora seja aplicável para qualquer núcleo que possua spin. Isto é válido desde compostos pequenos analisados com próton ou carbono unidimensional até grandes proteínas ou ácidos nucléicos usando técnicas de análise em 3 ou 4 dimensões. O impacto da espectroscopia NMR nas ciências naturais tem sido substancial, e esta técnica pode ser aplicada a uma grande variedade de amostras em solução e estado sólido.

## O que é e como funciona a espectroscopia de RMN
A técnica de espectroscopia de ressonância magnética nuclear (RMN) fundamenta-se no estudo da interação entre a radiação eletromagnética, na região de radiofrequência, com determinados núcleos atômicos da matéria, ambos submetidos a um forte campo magnético. Através do equipamento de RMN é possível determinar a elucidação estrutural e a quantificação de compostos presentes em diferentes áreas da química, biologia, medicina etc.
Quando se observa os núcleos atômicos, duas propriedades são importantes para o entendimento da RMN: o spin nuclear e o momento magnético. Spin é o momento angular intrínseco de partículas elementares, ou seja, o resultado do seu movimento através do espaço, sendo exemplos: prótons, nêutrons, elétrons, fótons etc.
Segundo um dos postulados da química quântica entende-se que o momento angular de uma partícula está quantizado, sua grandeza é o número quântico do momento angular, representada pela letra I, sendo que, o número quântico de partículas elementares como elétrons, prótons e nêutrons é igual a ½. O momento angular é representado pela equação (L = ħ I), em que ħ é a "constante reduzida de Planck" ou "constante de Dirac". Já o momento magnético é representado pela equação (µ = γL = γ ħ I), em que γ é a constante giromagnética.
Os núcleos ativos para análise na espectroscopia de RMN apresentam o número quântico de spin nuclear igual a ½, este valor representa a resultante das partículas elementares que compõem o momento magnético do núcleo, o que possibilita entender sua interação com campo magnético externo, chamado de B0.
No espectrômetro de RMN, a amostra que possui spins nucleares ativos é submetida ao campo magnético externo (B0), e quando iniciado o experimento é submetida a um pulso de radiação eletromagnética, também chamado de campo magnético oscilante (B1). Após desligar o pulso, cada momento magnético nuclear (µi) precessiona ao redor desse campo magnético com frequência angular ϖ0, que depende da constante giromagnética do núcleo γ (razão entre o momento magnético µ e momento angular L) e de B0 , conforme mostrado a seguir.
ϖ0 = γ B0                                                                          
Uma vez que γ é uma constante, cada isótopo tem uma frequência de precessão única, chamada de frequência de Larmor (ϖ0), e na grande maioria das aplicações da RMN, a frequência de ressonância em Hz (ϖ0/2π) situa-se na faixa das frequências de rádio (MHz).
Com base nas propriedades até aqui descritas, pode-se pensar no comportamento do núcleo sob um forte campo magnético de acordo com o modelo vetorial. 
De fato, ao imaginar os spins nucleares como pequenos vetores possuindo momento magnético, na ausência de campo magnético, estes vetores estariam distribuídos no espaço em direções e sentidos aleatórios. Porém, na presença de um forte campo magnético externo, os vetores alinham-se na mesma direção deste.  Com base nesta situação, a resultante do momento magnético da população de spin (M0) apresenta o sentido do campo magnético externo. Esta teoria, ajuda a entender o que ocorre com o spin sob forte campo externo, quando submetido ao pulso eletromagnético.
Na presença do campo externo B0  ao longo do eixo z, no equilíbrio termodinâmico, a magnetização resultante tem componente apenas ao longo do eixo z (M0) e é nula nos eixos x e y. Porém, a aplicação de pulsos eletromagnéticos na região de rádio frequência rotaciona a magnetização M0 por um ângulo θ = γ B1𝝉, sendo 𝝉 o tempo de aplicação do pulso e B1 a intensidade do campo magnético oscilante. O efeito do pulso pode ser representado matematicamente por uma matriz de rotação Rθ, a ser utilizada dependendo da fase do pulso. Por exemplo, para um pulso aplicado no eixo x (um pulso de 90º com fase x, rotaciona a magnetização para o eixo y) usa-se a matriz Rθx.De forma idêntica, para um pulso aplicado no eixo y usa-se a matriz Rθy. 
A aplicação de um pulso faz com que a magnetização M0,que se encontrava originalmente na direção do campo B0 gire em um ângulo θ proporcional à duração do pulso, à intensidade do campo e a constante giromagnética. Assim, obtém-se uma magnetização do plano xy, originando as componentes Mx e My.
Após aplicação do pulso, ocorre o processo de relaxação quando B1 é desligado e o reequilíbrio térmico é iniciado. Durante esse período a magnetização torna a precessionar em torno de B0, quando também é feita a aquisição do sinal de RMN pelo processo de magnetização do plano xy.

## Técnicas básicas de RMN

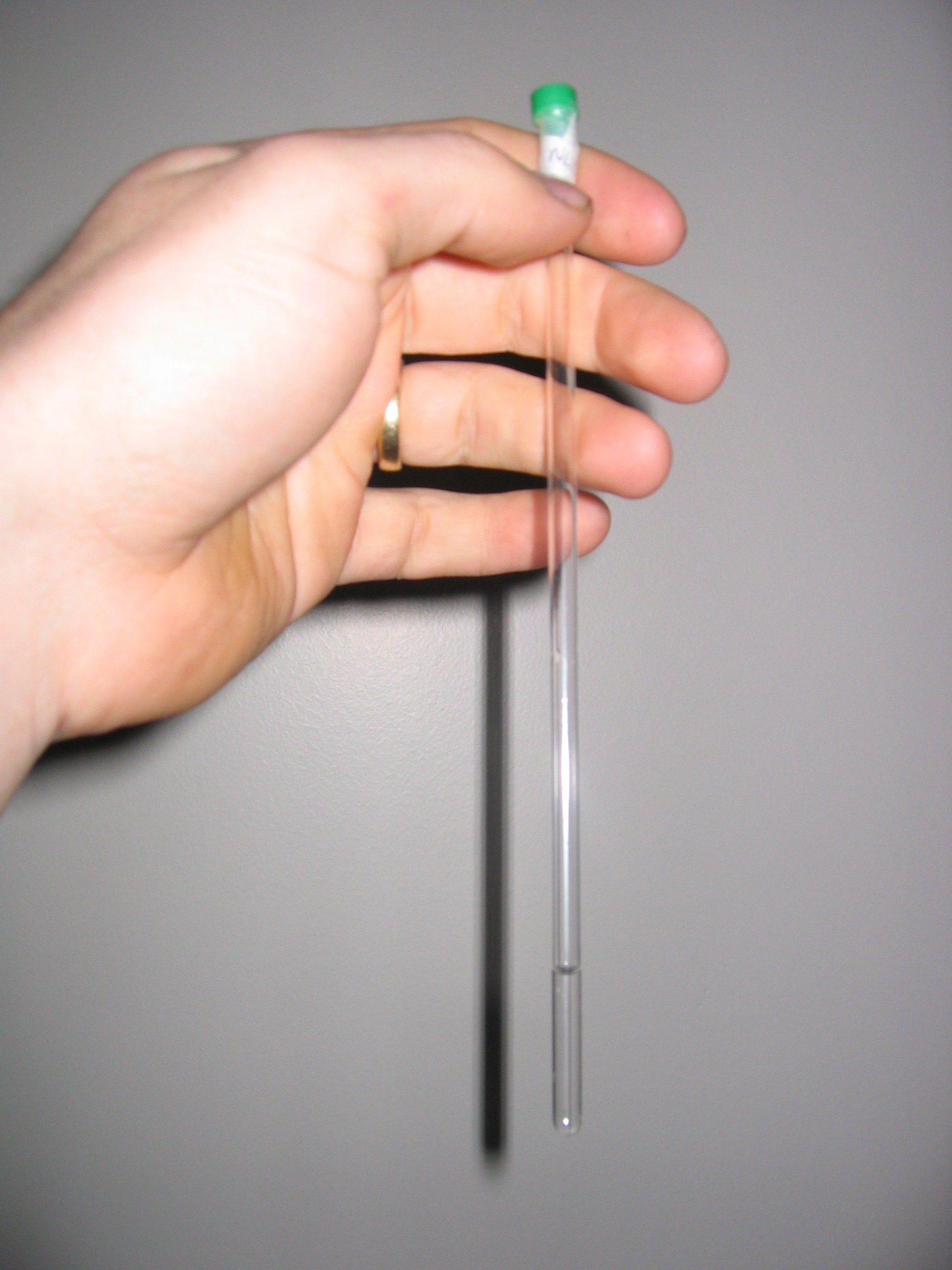
A amostra RMN é preparada em um tubo de vidro de paredes finas - um tubo de RMN.

Na presença de um campo magnético, núcleos ativos à RMN (tais como 1H ou 13C) absorvem radiação eletromagnética a uma frequência característica do isótopo. A frequência de ressonância, a energia de absorção e a intensidade do sinal são proporcionais à força do campo magnético. Por exemplo, em um campo magnético de 21 tesla, prótons ressoam a 900 MHz. É comum referir-se ao magneto de 21 T como magneto de 900 MHz, embora diferentes núcleos ressoem a diferentes frequências para esse valor do campo.
No campo magnético da Terra, os mesmos núcleos ressoam em audiofrequências. Este efeito é usado em espectrômetros RMN de campo geomagnético e outros instrumentos. Por serem portáteis e baratos, são muitas vezes usados em aulas e trabalhos de campo.

## O Espectrômetro de RMN
Existem dois tipos de espectrômetros de RMN: os mais antigos, de onda contínua (CW, na sigla em inglês) e os mais recentes, de pulso ou de Transformada de Fourier (FT-NMR, na sigla em inglês). Nos equipamentos CW, os espectros eram coletados através de lentas alterações no sinal da frequência de rádio, localizado próximo a amostra. O processo matemático conhecido como Transformada de Fourier, converte o sinal, que originalmente foi obtido em função do domínio tempo (Free Induction Decay, ou FID), para uma função no domínio da frequência. Assim, gera-se um gráfico da intensidade do sinal (eixo y) em função da frequência (eixo x), que consiste no espectro de RMN. A grande vantagem do FT-NMR é a rapidez de aquisição dos dados, uma vez que um espectro inteiro é coletado no período de 2 a 3 segundos, enquanto que no CW eram necessários 5 minutos. Assim, os equipamentos CW são hoje considerados obsoletos.
Os componentes básicos de um espectrômetro de RMN são os seguintes: um magneto supercondutor, uma sonda, um transmissor de rádio, um receptor de rádio, um conversor de sinal analógico para digital (ADC) e um computador.
O magneto é um solenóide composto por uma mistura dos metais supercondutores nióbio e titânio, o qual fica imerso num banho de hélio líquido, na temperatura de aproximadamente 4 K. Uma larga corrente flui pelos loops do solenóide, gerando um campo magnético forte e contínuo, sem alimentação externa. O compartimento de hélio é resfriado por uma jaqueta térmica, preenchida, por sua vez, com nitrogênio líquido (77 K).
A sonda é uma bobina de fios, posicionada perto da amostra, permitindo a alternância entre a transmissão e a recepção dos sinais de frequência de rádio. O computador direciona o transmissor a enviar pulsos na frequência de rádio, com alta energia e curta duração, para a sonda. Logo após esse pulso, o fraco sinal recebido é amplificado, convertido em frequência de áudio e registrado em intervalos de tempo definidos pelo ADC, criando um sinal digital, que se consiste basicamente em uma lista de números.
O computador determina a intensidade e o tempo dos pulsos, além de processar os sinais digitais fornecidos pelo ADC e aplicar a transformada de Fourier, gerando o espectro de RMN no monitor.
O custo de um espectrômetro de RMN varia de 120 mil a 5 milhões de dólares, dependendo da força do campo magnético (200 a 900 MHz, na frequência do próton). Os principais fabricantes mundiais desses equipamentos são as empresas Bruker Corporation e Agilent Technologies (ambas americanas).

## Espectros de RMN e informação estrutural
O estudo de compostos orgânicos por meio da espectroscopia de ressonância magnética nuclear (RMN) é uma técnica importante para determinar as estruturas dessas moléculas. Os espectros de RMN são utilizados para determinar o número de moléculas não equivalentes e para identificar os tipos de átomos correspondentes presentes em um composto. Dentre as moléculas que podem ser elucidadas por essa técnica, é possível citar às que possuem o núcleo  carregados em estado de spin de +1/2 e -1/2 como: 1H, 13C, 15N, 19F, 31P. Nesse contexto, a análise do espectro de RMN de 13C associada com a análise dos espectros de RMN 1H permite que se determine a fórmula molecular de uma substância, a formula estrutural e até mesmo a espacial

### Estado de spin e a formação do espectro
Os núcleos carregados de uma molécula geram um campo magnético semelhante ao de um pequeno imã. Quando uma amostra é colocada em um campo magnético aplicado, o núcleo gira e se alinha a favor ou contra o campo de maior magnetismo. Quando um próton se alinha a favor do campo diz-se que esse está no estado spin α de menor energia; quando se alinha contra o campo ele está no estado spin β de maior energia. As diferenças entre esses alinhamentos formam a base da espectroscopia de RMN.
Quando um campo magnético é aplicado (β0) gera uma diferença de energia (∆E) entre os estados de spin α e β e o núcleo no estado de spin α é promovido ao estado spin β. Ao retornar ao seu estado original, os núcleos emitem sinais eletromagnéticos que são detectados pelo espectrômetro de RMN, que registra a frequência desse sinal versus  sua intensidade, o que chamamos de espectro de RMN.

Após a obtenção do espectro de RMN pode-se extrair informações relacionadas ao número de sinais , que mostra quantos tipos diferentes da molécula está presente; a localização do sinal , que mostra como o núcleo é protegido ou desprotegido; a intensidade, que relaciona o número de moléculas do mesmo tipo; e o desdobramento do sinal, que mostra o número dessas moléculas em átomos adjacentes.
O spin é um número quântico (I) que pode assumir dois valores: -1/2 ou +1/2 e indica a forma, a energia e a orientação do elétron de uma partícula. Entre os níveis de energia, há os de apenas um giro, que se movem rapidamente, os  de dois e três giros acoplados (sistemas de spin), mas existem outras transições, denominadas de transições quânticas múltiplas, que podem ser observados em um espectro de RMN. Em moléculas com apenas um spin, existe uma interação com um campo magnético que dá origem a dois níveis de energia, representado por outro número quântico (m) que está restrito aos valores de –I e I. Em casos com dois spins na molécula, assume-se que cada spin pode estar no estado α ou β, existindo então quatro possibilidades: α1α2, α1β2, β1α2 e β1β2, que representam os quatro níveis de energia possível. O mesmo raciocínio se aplica para três ou mais spins, de modo que quanto maior o número de giros, maior o número de possibilidades e consequentemente mais níveis de energia.
Em termos de energia, podemos representar α e β como sendo Eα e Eβ, de modo que:
{\displaystyle E{\boldsymbol {\alpha }}=+1/2v0,1\rightleftarrows E{\boldsymbol {\beta }}=-1/2v0,1}
Onde, vo,1 é a frequência de Larmor do spin 1. Que no espectro de RMN estaria representado de acordo com a imagem abaixo, que representa a transição entre os dois níveis de energia de um spin e resulta em uma única linha na frequência de Larmor.

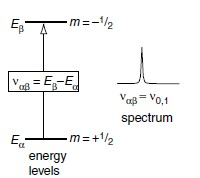

No caso de moléculas com dois spins a regra é semelhante, no entanto o número quântico M é representado somando os valores de m de cada spin (M=m1+m2), de modo que cada transição permitida corresponde a um dos spins passando de um estado para outro, enquanto o estado de spin do outro spin permanece fixo, como se pode observar na imagem a seguir

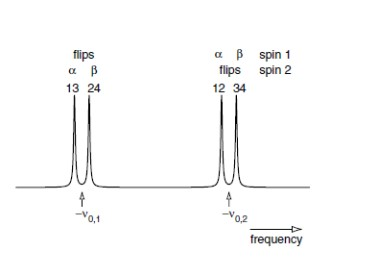

É importante salientar que essa abordagem se aplica apenas para sistemas de spin fracamente acoplados, ou seja, sistemas em que a diferença entre as frequências de Larmor (em Hz) dos spins são muito maiores em magnitude do que a magnitude dos acoplamentos entre os spins. Quando a separação das frequências de Larmor não é suficiente para satisfazer o critério de acoplamento fraco, diz-se que o sistema está fortemente acoplado e a única abordagem prática é usar a simulação em um computador
Com base nessas informações, pode-se determinar através dos sinais de um espectro de RMN, seja ele de 13C ou 1H, o esqueleto de carbono de um composto, ou a conformação dos hidrogênios de uma molécula.

## Aplicação da Ressonância Magnética Nuclear na Metrologia
A espectroscopia de ressonância magnética nuclear (RMN) é uma técnica analítica baseada no fato de alguns núcleos atômicos possuírem propriedades de spin e momento magnético, que possibilita serem levados a um deslocamento de seus níveis de energia quando expostos a um campo magnético intenso. No caso da ressonância magnética nuclear de hidrogênio, o núcleo atômico de interesse é o próton (1H). A análise consiste em submeter o núcleo atômico a um campo magnético artificial que será responsável pela transição de nível energético e a intensidade (I) do sinal será diretamente proporcional ao número de núcleos em ressonância independentemente da estrutura analisada.
A espectroscopia de RMN de hidrogênio, método quantitativo (RMNq 1H) permite a elucidação de estruturas químicas, identificação e quantificação, isso é possível porque a área do sinal integrado é diretamente proporcional ao número de núcleos que originaram aquele sinal. Para a quantificação direta das substâncias, procedimentos primários de medição devem ser empregados, quando possível,  para garantir que o resultado da pureza do analito tenha rastreabilidade ao SI. RMN é considerada um método de medição potencialmente primário. Ou seja, é um método que fornece resultados diretamente rastreáveis ao Sistema Internacional de Unidades, conhecido por SI, sem precisar de padrões ou materiais de referência intermediários, nem de fatores de correção empíricos. O método primário permite transformar a definição abstrata de uma unidade do SI em medidas experimentais baseadas naquela unidade.
Essa aplicação da RMN na quantificação de substâncias vem chamando a atenção de diversos Institutos Nacionais de Metrologia. Esta técnica pode ser usada, por exemplo, na produção de material de referência certificado (MRC) na etapa de caracterização, sendo utilizada para a determinação da pureza de compostos orgânicos pelo método de padronização interna.
Em função da sua aplicabilidade, facilidade de preparo de amostra e confiabilidade de resultados, esta técnica tem ganhado grande importância na comunidade científica. Isso se deve à capacidade única de qNMR de atingir a mesma magnitude de resposta de núcleos magnéticos, como 1H, independentemente da estrutura química.
A melhor forma para obter resultados rastreáveis ao SI por RMN é medir a razão entre a área do sinal que se pretende quantificar e a área de um padrão interno. Por isso, a RMN pode ser chamada de “método de medição primário de razões”. O padrão interno escolhido para o experimento é uma substância diferente da que está sendo analisada e que os sinais no espectro referente ao padrão não sobreponham aos da amostra.
O padrão interno utilizado na quantificação por RMN deve ser um material de referência certificado para que os resultados obtidos sejam rastreáveis ao SI. Os MRC são estudados extensivamente e apresentam em seu certificado informações como a incerteza de medição e como foi estabelecida a rastreabilidade metrológica dos valores certificados. O Inmetro vem desenvolvendo materiais de referência certificados de substâncias puras que podem ser usadas como padrões internos em ensaios de RMN. Por exemplo, tereftalato de dimetila, dimetilsulfona, hidrogenoftalato de potássio e ácido maleico.
Nem todos os experimentos de RMN são medições primárias. Para que os resultados de RMN sejam rastreáveis ao SI, diversos cuidados devem ser tomados no preparo da amostra e na aquisição dos espectros. A etapa da pesagem tem muito impacto nos resultados da RMN quantitativa. Tanto a amostra quanto o padrão interno devem ser pesados com muito cuidado para evitar erros no resultado, de preferência usando balanças de resolução alta para diminuir a incerteza de medição. O Inmetro publicou um guia para difundir a forma correta de obter resultados rastreáveis ao SI por RMN e fornecer informações sobre dos parâmetros adotados nas análises quantitativas.
Uma vez que a amostra foi preparada corretamente, a aquisição dos espectros de RMN já pode ser realizada. Os parâmetros utilizados nos experimentos quantitativos são um pouco diferentes daqueles usualmente empregados para espectros qualitativos. Com o experimento programado, o equipamento vai adquirir os espectros para cada amostra e depois é só processar os resultados.
Inúmeras são as vantagens da quantificação por RMN e algumas podem ser citadas, tais como: Identificação precisa das entidades moleculares, estabelecimento da estrutura molecular exata incluindo estereoquímica, menor erro, determinação do conteúdo absoluto ('medição') do analíto com base no sinal de RMN de próton (1H) apenas, eliminando assim o efeito de variações isotópicas em diferentes amostras, mais específico e preciso do que frações de pureza de massa e rastreabilidade para unidades SI.
Além disso, a técnica é aplicável a uma variedade de núcleos, como 19F, 31P, 17O, bem como 1H, tornando qNMR uma proposição atraente para a pureza avaliação de uma ampla gama de padrões de calibração orgânica.
A ressonância magnética nuclear (RMN) pode ser aplicada a uma ampla gama de matrizes líquidas e sólidas sem alterar a amostra ou produzir resíduos perigosos. Embora a sensibilidade e os limites de detecção do RMN ainda precisem ser melhorados, a técnica ainda tem várias vantagens em relação a outras ferramentas analíticas comuns, como cromatografia líquida de alta pressão (HPLC), cromatografia gasosa (GC) e espectrometria de massa (MS). A tecnologia de RMN foi usada inicialmente no final dos anos 1940 para elucidar a estrutura das moléculas na química orgânica. No entanto, as diversas aplicações da espectroscopia na ciência de alimentos foram adiadas até a década de 1980, principalmente devido à falta de conhecimento científico, alto custo do equipamento e a ausência de peças projetadas especificamente para fins alimentares.
Com o desenvolvimento da instrumentação e programas aprimorados para coletar e analisar os dados, a aplicabilidade da técnica recentemente se expandiu rapidamente no campo da ciência e tecnologia de alimentos. Uma ampla gama de pesquisas relacionadas a alimentos, utilizando RMN, cobriu vários campos da ciência alimentar, incluindo microbiologia de alimentos, química de alimentos, engenharia de alimentos e embalagem de alimentos.
Hoje em dia, a análise de RMN é, muitas vezes, baseada no comportamento de núcleos ativos, ou seja, 1H, 13C que são os mais amplamente usados para aplicações em alimentos) em um campo magnético e uma irradiação de radiofrequência (RF) pulsada. O relaxamento descreve um processo complexo dos núcleos desde a excitação, devido à divisão dos níveis de spin nuclear (efeito Zeeman) pelo campo magnético aplicado, ao equilíbrio.
Com base no princípio de RMN, a imagem por ressonância magnética permite ainda a observação visual do interior dos alimentos. A ressonância magnética oferece não apenas informações sobre a composição química e estrutura interna de certos alimentos, mas também permite o monitoramento da composição interna e modificação estrutural dos alimentos quando são submetidos a diferentes práticas agrícolas (ou seja, colheita, pós-colheita) e posse industrial. A técnica expandiu a capacidade das metodologias de classificação de qualidade em alimentos atualmente disponíveis on-line, que normalmente têm sido usadas apenas para monitorar propriedades externas, como cor, tamanho, forma ou defeitos externamente visíveis.
O progresso na pesquisa do uso de RMN em alimentos foi abordado em várias revisões recentes com um escopo limitado focando em aplicações em alimentos específicos, como vinho; alimentos lácteos ou aplicações específicas, como identificação de autenticidade alimentar e investigação das correlações entre distribuição e mobilidade de água, capacidade de retenção de água e qualidade da carne, ou avaliação ou inspeção dos parâmetros de qualidade das frutas.
É possível notar um crescimento exponencial no número de publicações sobre aplicações de RMN na ciência de alimentos na última década. No passado, o RMN foi aplicado majoritariamente em pesquisas básicas de química orgânica e biomoléculas, mas alcançou agora um nível de avanço que torna possível a aplicação em laboratórios de controle de alimentos de rotina e amostras complexas, como bebidas fermentadas, mel, água, peixes (contaminação por metal pesado, por exemplo), óleos como azeites, frutas, queijos, entre muitos outros. As técnicas de RMN possuem maior precisão experimental, pois garantem a estabilidade a longo prazo dos espectros, a comparação interna de espectros entre diferentes instrumentos e a falta de necessidade de padronização ou calibração interna. Além disso, uma replicação de amostras pode ser mesclado usando técnicas de RMN 1D e 2D, para fornecer uma faixa de distribuição de referência, que permite detectar imediatamente a adulteração se sinais inesperados de RMN fora da variação natural do produto. Como exemplo de adulteração, são análises de mel adulterados com açúcares provenientes do melado de cana.
Com avanços instrumentais recentes, os níveis de precisão e exatidão atingíveis tornaram-se comparáveis, em alguns casos com maior precisão, aos de técnicas cromatográficas, permitindo que todo o potencial da técnica para análises quantitativas/qualitativa pudesse ser explorado.
A espectroscopia de RMN é a técnica espectroscópica mais versátil e informativa empregada em laboratórios modernos de pesquisa química e na área de alimentos. Desenvolvimentos modernos nessa técnica têm sido extremamente importantes para a pesquisa química e bioquímica. A espectroscopia de RMN, quando realizada em condições quantitativas, se fundamenta na premissa de que a área de um sinal atribuído a um núcleo excitado é proporcional ao número de moléculas a qual o núcleo faz parte. Como tal premissa é independente da molécula a qual o núcleo pertence, a técnica dispensa o uso de padrões de referência idênticos à substância em análise. A quantificação absoluta da amostra é viabilizada pela comparação entre as áreas dos sinais correspondentes a uma substância padrão, cuja concentração é conhecida e aquelas referentes a amostra, sendo desnecessária a construção de uma curva de calibração. O uso de referências eletrônicas em análises quantitativas de RMN foi introduzido para estudos em metabolômica e foi chamado de Electronic Reference to Assess In vivo Concentrations (ERETICTM).
Mais tarde, considerando a necessidade do uso de instrumentação adicional externa na implementação da técnica ERETICTM, outro grupo introduziu uma técnica similar que foi chamada “determinação de concentração baseada na largura de pulso” (Pulse length based concentration determination – PULCON). Esse método prometia uma forma fácil de usar e robusta para a determinação de concentrações em procedimentos de rotina e, de fato, aplicações desse método comparado com formas clássicas de padronização têm mostrado que o mesmo oferece resultados tão bons quanto a padronização interna com uma pequena perda de precisão.
As principais vantagens dos métodos de padronização eletrônica são que para esses métodos não há necessidade de pesagem de um padrão interno, o que também elimina a possibilidade de interações indesejáveis entre a amostra e o padrão, problemas com a solubilidade do padrão interno na solução, e a possibilidade de se fazer diversas medidas utilizando-se apenas uma referência para cada sonda de RMN.
Além disso, espectros de amostras complexas são carregados de sinais e encontrar um padrão interno que cumpra todos os requisitos para preparo de amostras e ainda tenha sinais em uma região limpa do espectro nem sempre é uma tarefa simples e consiste em uma das principais limitações na determinação da pureza de compostos orgânicos por RMN.
A grande vantagem do uso de RMN, em relação a outras técnicas, para quantificar compostos orgânicos é que o 1H pode ser utilizado como núcleo a ser observado. Como praticamente toda molécula de um composto orgânico apresenta pelo menos um átomo de hidrogênio em sua composição, a RMN torna-se uma técnica praticamente universal em química orgânica.
A área (A) sob um sinal de RMN é proporcional ao número N de núcleos que dão origem a esse pico (k corresponde ao fator de sensibilidade do espectrômetro).

Para um experimento quantitativo, é imprescindível o ajuste de dois de parâmetros principais de aquisição no equipamento de RMN, - calibração do pulso de 90º e a determinação do tempo de relaxação longitudinal (T1).
Após a aplicação do pulso, as moléculas da amostra são orientadas e ficam em um único eixo espacial. Desligado o pulso e passado um tempo, essas moléculas começam a perder magnetização e inicia-se o processo de relaxação, até retornarem ao estado fundamental. Esse é o T1. O mecanismo de relaxação é entendido pela equação abaixo:

Mt =Mmáx (1-e(-t/T1))
Onde:
Mt é a magnetização no tempo = (t) após o pulso.
Mmáx é a magnetização máxima após recuperação total.
A resolução desta equação para os tempos t de 1 até 6 estão no gráfico abaixo. Conforme pode-se observar graficamente, quanto maior o tempo que se espera, mais núcleos estão relaxados.

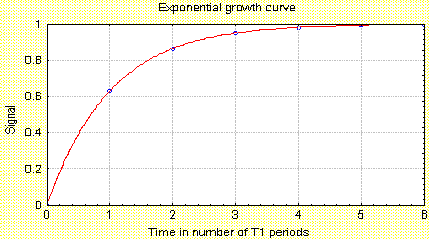
Relaxação de acordo com a Equação acima (">rID: 22460)

Em análises qualitativas, aceita-se uma relação de três vezes o T1 (número 3 no eixo x do gráfico). Conforme observa-se o gráfico 1, nessas condições, 95% dos sinais (núcleos) da amostra estarão relaxados, ou seja, 5% ainda não estarão completamente relaxados quando o próximo pulso for aplicado.
Entretanto, em análises quantitativas não é desejável um erro de 5% de moléculas não relaxadas, pois esse erro pode ser refletido em perda de exatidão do método. Dessa forma, tempo de repetição maiores ou iguais a 7 x T1 para pulso de 90 ° devem ser utilizados para uma aquisição em análise quantitativa. Os pulsos de 30 °, apesar de apresentarem relaxação mais rápida, dão como resultados sinais com intensidades menores do que o de 90 °. Dessa forma, em análises quantitativas recomenda-se sempre a utilização de pulsos de 90 °.
Devido ao fato de que a intensidade de um sinal é proporcional ao número de núcleos sendo observados, a quantidade de analitos analisados pode ser calculada diretamente usando a razão das intensidades de sinal do analito e o padrão de referência interno. A padronização interna é o método de quantificação por RMN com melhor exatidão. Este método consiste em uma inserção quantitativa de um composto (padrão interno) na amostra. Dessa forma, o padrão interno sofre todos os efeitos que por ventura podem afetar a quantificação do sinal do analito na matriz, como pequenas variações do pulso e da temperatura do tubo, por exemplo. Assim, todas essas pequenas variações, afetando tanto o padrão interno quanto a amostra, serão anuladas. Quando o experimento é realizado, a magnitude da integral de cada sinal é independente da estrutura química do material de origem. Os sinais oriundos de um mesmo número de núcleos produzirão a mesma área de sinal. Assim sendo, pode-se calcular a concentração de um determinado composto pela equação abaixo:

wx=(Ix/Is ×Ns/Nx ×Mx/Ms ×ms/mx)× ws
Onde:
wxé a fração mássica a ser determinada de analito no material, ws é a fração mássica de padrão interno adicionada na amostra, Ix e Is são as integrais dos sinais quantificados, Nx e Nssão os números de núcleos que contribuem para o sinal quantificado, Mx e Ms são as massas molares de analito e padrão interno e mx e ms são as massas das alíquotas de amostra e padrão interno usadas no preparo da solução para a medida no instrumento.
Apesar da vantagem de fornecer resultados com maior exatidão e precisão em relação à padronização externa (onde o analito não tem contato com padrão de referência), a padronização interna pode resultar a contaminação de analitos. Além disso, o padrão interno deve cumprir vários requisitos como ser solúvel na amostra, não interagir quimicamente com o analito, não sobrepor ao sinal do analito, e o tempo de relaxação longitudinal (T1) deve ser próximo ou menor que o da amostra porque a duração do experimental é determinada pelo T1 mais longo, fatores que às vezes dificultam a obtenção de um composto de referência adequado e, portanto, requer investimento no método desenvolvimento.
Como uma alternativa para a padronização interna, Akoka |numero-autores=et al. (1999) propuseram o método ERETIC (Electronic Reference To access In vivo Concentrations) para estudos metabolômicos. Este método fornece um sinal de referência sintético, produzido por um dispositivo eletrônico, que poderia ser calibrado por um padrão de referência e então usado para o determinação das concentrações absolutas para a amostra. No ERETIC não é adicionado nenhum padrão à amostra e a frequência do sinal de referência pode ser posicionada livremente em  uma região transparente do espectro (ou seja, uma região onde não há sinais de matriz).  As desvantagens do ERETIC são que o sinal artificial tem que ser regularmente correlacionado e o próprio método requer hardware especializado adicional e modificações na configuração do espectrômetro. Considerando a necessidade de hardware externo na implementação da metodologia ERETIC, foi introduzida o método de quantificação semelhante, de determinação de concentração baseada em comprimento de pulso - PULCON ( Pulse length-based Concentration determination). O PULCON correlaciona as intensidades absolutas em dois espectros de RMN unidimensionais pelo princípio da reciprocidade, que afirma que a força do sinal NMR é inversamente proporcional ao comprimento do pulso de 90°.  As principais vantagens dos métodos de referência eletrônica ERETIC e PULCON são que não há necessidade de usar padrão interno, não há sobreposição, interação indesejada entre os amostra e o padrão, problemas de solubilidade do padrão interno, elimina possibilidade de contaminação, a possibilidade de medir várias amostras usando apenas uma referência para cada sonda de RMN.

## Espectroscopia de RMN em processos dedrug discovery
Drug discovery é o processo no qual potenciais novos compostos terapêuticos são identificados através de uma combinação de modelos computacionais, experimentais, translacionais e clínicos. Apesar do evidente avanço nas áreas biotecnológicas e farmacêuticas, a descoberta de novos medicamentos ainda se mostra como um processo por vezes caro, lento e difícil. Desta forma, avanços tecnológicos nas áreas de drug discovery são relatados como passos fundamentais na pesquisa farmacológica, visto sua aplicação visar não apenas a descoberta de novos compostos, como também abranger a implementação de novos processos e técnicas que visam a diminuição de custos e tempo no desenvolvimento de novos fármacos.
Sendo classificado em três principais fases, o processo de descoberta e desenvolvimento de novos medicamentos consiste nas seguintes etapas: drug discovery, desenvolvimento pré-clínico e ensaios clínicos.
De maneira abrangente, o processo moderno de drug discovery inclui, inicialmente, a identificação de uma doença a ser tratada, a seleção de possíveis alvos moleculares referentes a ela e sua validação, seguida do desenvolvimento de ensaios in vitro e triagens do tipo high throughput screening em bibliotecas de compostos com o objetivo de identificar moléculas que exibam potência e seletividade adequadas para o alvo biológico in vitro. Em síntese, tais moléculas identificadas neste processo são denominadas “hits”. De acordo com o pesquisador líder do Grupo de Pesquisa do CNPq em Bioquímica Experimental e Computacional de Fármacos, Floriano Paes Silva Júnior, ‘encontrar tais moléculas é o primeiro passo para o desenvolvimento de novos fármacos’.
Comparadas ao método convencional de high throughput screening, metodologias de drug discovery baseadas em fragmentos (FBDD, do inglês fragment-based drug discovey) por meio de RMN tentam identificar compostos de fragmentos pequenos e de ligação fraca com alta eficiência de ligante, onde os hits podem ser otimizados de forma eficiente em leads potentes. Dentre diversas outras aplicações já mencionadas, a espectroscopia de RMN também é apresentada na literatura como ferramenta fundamental em processos de drug discovey e desenvolvimento de fármacos. De fato, experimentos de triagem através de modalidades de espectroscopia de RMN mostram-se não apenas eficientes, como também potencialmente versáteis na descoberta de ligantes de alta afinidade para macromoléculas biologicamente relevantes. Neste escopo, por conta de sua possível atuação na identificação de locais de ligação de ligantes, além da detecção de pequenas moléculas com amplas faixas de afinidade de ligação, a espectroscopia de RMN é referenciada como ferramenta robusta dentro da área de drug design baseado em fragmentos e estruturas.
As ressonâncias nucleares magnéticas dos tipos ligand-observed e target-observed são duas modalidades vastamente utilizadas em processos de triagem e validação de fragmentos de moléculas hit. Os avanços tecnológicos e metodológicos registrados nos últimos anos permitiram, inclusive, que triagens de fragmentos baseadas em RMN fossem realizadas de forma totalmente automatizada, otimizando o consumo de fragmentos de proteínas em seus processos, reduzindo a quantidade destes. Atualmente, múltiplas técnicas de RMN do tipo ligand-observed vem sendo utilizadas em processos de triagem e validação de hits, como a sequência de pulso de Carr-Purcell-Meiboom-Gill (CPMG), o STD (do inglês saturation transfer difference) e a WaterLOGSY (do inglês water ligand observed via gradiente spectroscopy). Ao explorarmos tais técnicas de forma suscinta, podemos definir a CPMG como uma técnica que emprega diferenças nas propriedades de relaxamento entre núcleos de biomacromoléculas e núcleos de pequenos compostos na sondagem de ligações. Em poucas palavras, enquanto compostos pequenos possuem uma maior tendência a um relaxamento lento, exibindo picos nítidos e bem definidos, biomacromoléculas e seus ligantes, em geral, relaxam mais rapidamente. Desta forma, a CPMG é geralmente aplicada para filtrar os sinais da biomacromolécula alvo e seus ligantes, de fato, ligados, não afetando de forma significativa sinais de pequenas moléculas não ligadas. Portanto, a condução desta modalidade visa a detecção da diminuição da intensidade do sinal e o deslocamento da ressonância do composto hit após sua ligação a uma biomacromolécula específica.
Outra técnica de RMN utilizada no escopo do drug discovery é a já anteriormente citada STD, comumente aplicada na etapa primária de triagem e validação de moléculas hit, sendo relatada como uma excelente ferramenta para investigar como um ligante interage com sua molécula receptora. Esta é citada na literatura como uma metodologia eficiente em estudos de interações proteína-ligante em solução, sendo capaz de identificar o epítopo de ligação de um ligante quando ligado à sua proteína receptora. Recebendo um grau mais alto de saturação, os prótons do ligante que estão em contato próximo com a proteína receptora geram sinais mais fortes, enquanto prótons que estão menos ou não envolvidos no processo de ligação não suscitam sinais. A STD é uma modalidade com relativa facilidade de implementação, visto que apenas pequenas quantidades de proteína nativa são necessárias.
Por fim, a literatura também compreende a modalidade WaterLOGSY como uma ferramenta eficiente em aplicações que visam a validação e triagem de moléculas hit. Esta modalidade faz uso da observação de ligantes por RMN 1H na detecção de ligações do tipo ligante-macromolécula. A técnica utiliza a transferência de magnetização de prótons 1H de moléculas de água excitadas para ligantes por meio de duas vias, sendo estas, por sua interação direta ou indireta por meio da transferência inicial para prótons na superfície de uma proteína e, em seguida, sua retransmissão para um ligante em uma proteína. A interação direta das moléculas de água com ligantes não ligados leva a um aumento na intensidade do sinal do ligante devido a uma interação magnética direta entre a água e os prótons do ligante, definido como efeito Overhauser (EO) positivo. De maneira contrastante, a transferência de magnetização da água para a proteína então retransmitida para um ligante ligado ao receptor produz uma diminuição líquida na intensidade do sinal do ligante, definido como EO negativo. Essa diferença no comportamento de transferência se origina nas diferentes taxas de queda das moléculas em solução, que são “velozes” para pequenos ligantes não ligados, mas “lentas” para receptores macromoleculares e para seus ligantes. Assim, a comparação das intensidades do sinal do ligante na ausência e na presença de um receptor de proteína pode indicar se ocorreu sua ligação, sendo a diferença na intensidade do sinal sugestiva de ligação.
A espectroscopia de Ressonância Magnética Nuclear se tornou uma ferramenta de grande utilidade nas ciências biológicas, com aplicações das mais diversas possíveis, em combinação com outras técnicas da biologia molecular e estrutural. O estudo de estrutura (em nível atômico) de moléculas biológicas, em particular proteínas, é fundamental para a compreensão de vários processos biológicos. Apesar da difração de raios-X de proteínas cristalizadas ter dominado o ramo da biologia estrutural por muito tempo, muitas estruturas depositadas no Protein Data Bank (PDB) foram resolvidas por RMN (97% das estruturas depositadas no PDB foram solucionadas por difração de raios-X ou RMN). A primeira estrutura de uma proteína em 3 dimensões adquirida em alta resolução por Ressonância Magnética Nuclear é da Interleucina 1𝛃, em 1991, por Clore |numero-autores=et al.
Além da estrutura de biomoléculas, estudar a interação entre elas é parte indispensável da investigação sobre os sistemas biológicos. A técnica de RMN também permite analisar como proteínas interagem com outras proteínas e com ligantes diversos. Recentemente, a RMN permitiu avanços no estudo da interação entre fatores de transcrição e moléculas de DNA, processo que envolve dinâmica complexa em que a proteína “varre” a molécula de DNA enquanto “procura” por seu sítio específico de interação (DNA-scanning). Além disso, a RMN é capaz de fornecer informações espaciais/temporais sobre esse processo, além de informações sobre seus parâmetros cinéticos. Em 1987, a primeira estrutura de um complexo proteína-DNA foi revelada a partir desta técnica, abrindo novos rumos no entendimento sobre interações específicas e não-específicas entre proteínas e ácidos nucleicos.
A dinâmica de proteínas é outra área importante na biologia estrutural. Dados obtidos a partir de experimentos de relaxação fornecem informações como: flexibilidade das cadeias principais e laterais; equilíbrio entre diferentes estados conformacionais; cinética de interações moleculares. Estudos em interação proteína-proteína e proteína-ligantes são bastantes relevantes no desenvolvimento de drogas. Monitorar reações químicas também é possível, a partir da análise dos sinais do substrato e/ou do produto em uma escala temporal. Da mesma forma, também é possível avaliar atividade enzimática na presença de inibidores ou cofatores específicos. A quantificação de biomoléculas permite responder perguntas importantes na metabolômica e proteômica. Um avanço relativamente recente é a RMN in-cell, que permite investigar a dinâmica de proteínas ou DNA diretamente no interior de células vivas, em seu ambiente “original”. A Ressonância Magnética Nuclear apresenta, portanto, variadas aplicações de interesse na pesquisa de base e na indústria.

## Preparo de amostras para biomoléculas
A maioria dos experimentos em RMN para análise de biomoléculas exige que estas sejam solúveis. Como a sensibilidade da técnica não é muito grande, se faz necessário alta concentração da biomolécula, proteína ou DNA, por exemplo. Geralmente, para proteína, a concentração ideal está entre 0,1 mM e 1 mM. Outro problema se refere ao tamanho da molécula. Para estudos de estrutura, proteínas acima de 70 kDa são mais difíceis de investigar. Em moléculas muito grandes (com muitos núcleos), a relaxação spin-spin T2 (ou relaxação transversal), que ocorre devido a perda de coerência entre os núcleos, é muito rápida, provocando alargamento dos sinais no espectro. Experimentos de TROSY (Transverse Relaxation-Optimized Spectroscopy) permitem analisar moléculas de massa molecular bem maiores, como o complexo do nucleossomo, que chega a quase 200 kDa. Como a concentração exigida é alta, a chance da proteína sofrer precipitação é grande. Por isso, é necessário um trabalho adicional de preparação da amostra a fim de encontrar as melhores condições na solução tampão capazes de mantê-la solúvel e estável.
Como a abundância natural de ¹³C e ¹⁵N são baixas, os biólogos utilizam técnicas da biologia molecular para enriquecer a amostra com estes isótopos. A técnica de expressão de proteína recombinante é bastante utilizada para produção da proteína de interesse, facilitando sua obtenção em grande quantidade sem a necessidade de extraí-la de sua fonte natural. É possível utilizar meios de cultura com nutrientes marcados com os isótopos desejados (por exemplo, glicose ¹³C, sendo esta a única fonte de carbono do meio) garantindo que as proteínas sintetizadas pelo microrganismo geneticamente modificado incorporem tal isótopo.
Para fosfolipídeos, alguns detalhes devem ser considerados. Em solução aquosa, fosfolipídeos tendem a formar micelas ou lipossomos, dependendo do tipo de lipídio e da sua concentração. A formação de grandes lipossomos provoca alargamento das linhas do espectro da mesma maneira que moléculas de grande massa molecular. Portanto, no preparo da amostra, é comum o emprego de surfactantes que reduzem a formação dos lipossomos. Soluções com EDTA e misturas de clorofórmio e metanol, ou ácido cólico, melhoram a resolução dos sinais.

## Análise estrutural em proteínas
Espetroscopia multidimensional
A ressonância magnética nuclear (RMN) multidimensional é uma metodologia utilizada para resolver os problemas de aglomeração espectral e interações nucleares, relacionando a transferência de magnetização nuclear de um núcleo pra outro, utilidade para processos de estudos multidimensionais, 2D, 3D, 4D, nD.

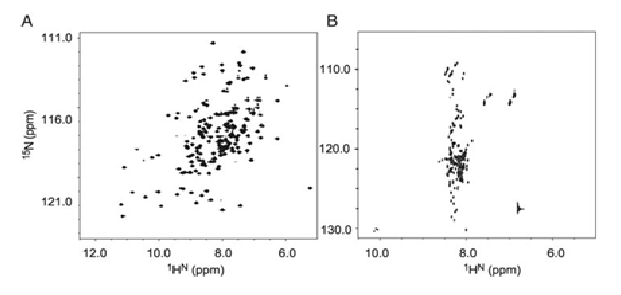

O HSQC (Heteronuclear Single Quantum Correlation) método utilizado pra a identificação correta dos picos no espetro, já que, 15N-HSQC pode identificar os resíduos proteicos que possuam o grupo amino, exceto a prolina, a qual não contém este grupamento (Fig. 1). Além da identificação, o 15N-HSQC, proporciona a impressão digital da proteína corretamente enovelada.
Coluna estrutural da proteína
Na década de 1980 Wüthrich e colaboradores, deselvolveram  uma metodologia de assinalação para cada pico do espectro de RMN, mas, que somente podia ser aplicada em proteínas menores a 10 kDa. Porém, a introdução de isótopos (2H, 13C, 15N) e aplicação de TROSY a assinalação foi possível pra proteínas de ~70 kDa.
Para começar a assinalação estrutural da proteína é importante determinar a estrutura principal dos átomos (N, HN, Hα, C’ e Cβ), já que com as diferentes interações entre os átomos marcados com isótopos, um desses sinais é da H-N, no grupo animo do resíduos de amino ácidos. Mesmo após a determinação da estrutura principal (Hα, Hβ, Cα, Cβ), a ocorrência de sinais sobrepostos de cadeias laterais de compostos alifáticos é um problema. H(CCCO)NH-TOCSY  consegui resolver a sobreposição das cadeias laterais dos compostos alifáticos, obtendo uma designação correta na estrutura da proteína.
Outro isótopo utilizado no RMN de proteínas é o 19F, esta técnica tornou-se em uma ferramenta versátil na determinação da estrutura e dinâmica das proteínas. 19F-NMR é usado quando outras técnicas de alta resolução não podem ser usadas, gerando uma imagem de baixa resolução. Além disso, o 19F-NMR apresenta seu maior poder na determinação de estruturas proteicas em ambientes de soluções nativas.

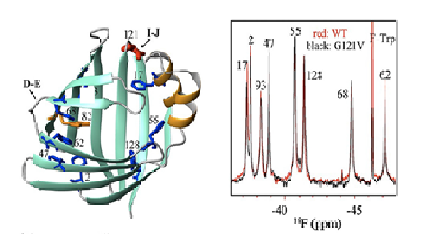

Algumas propriedades úteis do 19F-RMN:
●	Spin ½ com ocorrência 100% natural
●	A incorporação do Flúor não perturba a estrutura da proteína
●	19F-RMN de uma dimensão geralmente precisa de concentrações baixas de proteína

Para a determinação da estrutura de proteínas, são empregados experimentos de ressonância magnética duas dimensões. Espectros em 2D são apresentados como mapas, compostos de picos de intensidade, que podem ser divididos em duas classes. Uma dessas classes se baseia na influência do campo magnético de dois núcleos atômicos por meio de suas ligações covalentes. Enquanto a outra classe tem como base a interação espacial destes núcleos, independente de suas ligações. Por exemplo, experimentos de COSY (Correlated spectroscopy) determinam a interação entre átomos de hidrogênio acoplados entre si, e experimentos de NOESY (Nuclear Overhauser Effect Spectroscopy) demonstram a interação entre dois hidrogênios no espaço.

## Assinalamento de proteínas
De forma que sejam obtidas informações detalhadas da estrutura de uma proteína por Ressonância Magnética Nuclear, é necessário o assinalamento de cada grupo molecular separadamente. Previamente, necessita-se realizar o mapeamento de interações spin-spin de cada resíduo da molécula, em particular. Este primeiro mapeamento pode ser realizado com experimentos do tipo COSY. Contudo, nem todas as interações entre aminoácidos podem ser analisados dessa maneira, logo, na maioria dos casos é necessário uma abordagem do tipo NOESY. A partir da identificação e classificação dos tipos de aminoácidos, eles podem ser atribuídos à regiões especificas naquela sequência.
Os espectros obtidos a partir de experimentos de NOESY têm como base a influência da magnetização de um núcleo sobre o outro, apontando a distância espacial entre eles, independente de ligações covalentes. No assinalamento de proteínas, esta abordagem é mais utilizada para a obtenção de informações acerca de sua conformação e estrutura secundária. Experimentos de COSY por sua vez não são muito utilizados devido ao fato de que a presença de prótons vizinhos fazem com que os resíduos estejam separados por mais de três ligações de distância, atrapalhando a obtenção deste tipo de espectro.
Apesar de fornecer informações estruturais importantes, o NOESY possui diversas limitações que impedem com que este seja utilizado sozinho para a determinação da conformação de uma proteína, sendo comumente aplicado em conjunto com outras abordagens de Acoplamento Escalar e Deslocamento químico.
Após a obtenção de dados experimentais, estes são utilizados para o cálculo da estrutura proteica. Os principais softwares utilizados para este fim são Xplor-NIH, Cyana e Aria/CNS.

## Análise de interação proteína-ligante
Diversos parâmetros que são avaliados por RMN durante um experimento de fragment based-screening (FBS) ou drug discovery podem mudar em consequência da interação entre a proteína alvo e seus ligantes. Neste tipo de análise, um fator básico que pode indicar possíveis interações é o deslocamento químico, obtido através de experimentos ¹H por RMN.
Perturbações no deslocamento químico podem ser observadas devido a “variações” de ambientes químicos, na qual depende da nuvem e densidade eletrônica do núcleo explorado. Uma vez que haja interação da proteína com um ligante, será possível observar mudanças no deslocamento químico devido a alterações na blindagem eletrônica dos núcleos. Como exemplo, espectros 1D - ¹H de pequenas moléculas apresentam picos agudos. Após a ligação, observa-se alargamento do pico e diminuição na intensidade do sinal do ligante devido ao menor tempo de relaxamento do complexo ligante-proteína. Isso significa que o ambiente químico do ligante isolado foi perturbado com a presença da proteína, por consequência da ligação na interface de interação. Além disso,  estudos consideram como indicador de ligação uma diferença visível nos espectros ¹H da amostra (proteína + ligantes) a partir de 6 Hz comparados ao espectro controle.
Outro parâmetro que pode ser avaliado junto ao deslocamento químico é a titulação do ligante contra a proteína em excesso na solução. A técnica padrão de titulação pode ser obtida através de experimentos HSQC (do inglês, Heteronuclear Single Quantum Correlation), sendo uma análise de duas dimensões (2D) que apresenta as correlações entre os núcleos envolvidos numa ligação química. As alterações no deslocamento químico durante a titulação podem ser monitoradas adquirindo espectros 2D HSQC usando a proteína alvo marcada e os ligantes não marcados. Quando ocorrem interações, os picos cruzados específicos 15N - ¹H nos espectros de HSQC são deslocados de sua posição original. Entretanto, é essencial manter alguns parâmetros constantes durante o monitoramento, pois pequenas mudanças no pH do tampão da amostra e na temperatura do espectrómetro afetarão de maneira significativa na obtenção do espectro 15N - ¹H.
Ainda assim, outras abordagens e técnicas de RMN são utilizadas durante o processo de triagem de fragmentos e pequenas moléculas, como a sequência de pulso de Carr-Purcell-Meiboom-Gill (CPMG) e a WaterLOGSY. Ambas exploram propriedades essenciais, como a relaxação spin-spin T2 (ou relaxação transversal) atrelada à intensidade do sinal e transferência de magnetização de prótons de moléculas de água que interajam com ligantes ligados a proteínas, respectivamente. Desta forma, esses métodos podem ser aplicados em experimentos básicos durante os estágios preliminares para triagem de ligantes no processo de descoberta de drogas, inclusive ligantes que sirvam como bloqueadores de interação entre outras proteínas.

## Análise de metabolômica
A RMN e a espectrometria de massa (MS) são duas técnicas analíticas que lideram o estudo da metabolômica. A RMN é menos sensível que a MS, porém ela apresenta vantagens, como;  a preparação de amostra sem pré-processamentos, não ser destrutiva e possibilitar a identificação de múltiplos metabólitos em uma única amostra biológica. Essas são algumas características que tornam a RMN uma excelente técnica para identificação e quantificação de metabólitos.
Na metabolômica, a RMN pode ser usada com diferentes objetivos; como no diagnóstico de doenças; monitoramento dos efeitos de intervenções médicas, tais como drogas; detectar alterações em alimentos e analisar vias bioquímicas e possíveis perturbações nestas. Para isso, diversas abordagens podem ser adotadas, dependendo do objetivo, como experimentos unidimensionais e bidimensionais, por exemplo.
Os experimentos unidimensionais (RMN-1D) são a abordagem mais utilizada na metaboloma, porém pode haver muita sobreposição de sinais, quando se trata de uma amostra complexa. Assim, outras abordagens podem ser usadas, como a utilização de experimentos bidimensionais (RMN-2D).
Dessa forma, os experimentos de RMN-2D representam melhoria na resolução espectral e reduzem o problema de sobreposição de sinais. Dentre os experimentos bidimensionais mais utilizados, estão o COSY (a espectroscopia de correlação) e o TOSCY (espectroscopia de correlação total) quando se trata de núcleos de hidrogênio (1H). Porém, há a possibilidade de analisar por meio de experimentos heteronuclear, como HSQC ( espectroscopia de correlação quântica única heteronuclear), HMQC (espectroscopia de correlação quântica múltipla heteronuclear) e o HMBC ( espectroscopia de correlação de ligação múltipla heteronuclear) e, nesses casos, são analisados núcleos 13C e 15N, por exemplo.
Os experimentos RMN-2D estão cada vez mais sendo utilizados para identificar metabólitos desconhecidos, bem como na sua quantificação. Esses metabólitos  são um grande problema no campo da metabolômica, no entanto a RMN representa o método padrão-ouro para identificação desses metabólitos.
A baixa abundância natural de átomos, como o 13C e 15N, representa um problema para a RMN, resultando em tempo de aquisição de dados maior. Os experimentos 2D envolvendo o 15N são, atualmente, impraticáveis no campo da metabolômica, pois possui uma sensibilidade muito baixa. No entanto, experimentos com isótopos marcados vêm sendo utilizados para rastreamento de vias metabólicas, bem como para identificação de compostos desconhecidos.

## Análise de reações biológicas
Todos os seres vivos, desde vírus e bactérias até seres superiores como plantas e animais, são constituídos de macromoléculas responsáveis pela grande maioria das suas funções vitais. Sendo assim, torna-se essencial entender os mecanismos dos diversos processos biológicos. A chave para compreender as reações biológicas é a investigação dos fenômenos físico-químicos que ocorrem quando as enzimas interagem com proteínas receptoras.  
A espectroscopia de Ressonância Magnética Nuclear tem sido amplamente aplicada na análise de produtos naturais e de biotecnologia devido a vantagens como facilidade da preparação da amostra, possibilidade de identificação e quantificação de uma gama de substâncias simultaneamente em uma mesma análise. Essas prerrogativas da técnica otimizam o tempo do analista diante da demanda crescente de análises requeridas, além de poupar amostra e materiais relacionados a seu exame.
Para o monitoramento de reações biológicas, os procedimentos almejam monitorar interações entre as proteínas das células e moléculas mensageiras, chamadas de ligantes. A técnica de RMN é capaz de detectar sinais específicos que as moléculas emitem durante os processos fisiológicos do corpo humano. Além disso, outra vantagem consiste na possibilidade de apontar a biomolécula que o pesquisador pretende observar em meio a uma grande mistura de compostos. Dessa forma, realiza-se um mapeamento de seus deslocamentos, obtendo por fim, um modelo de atuação para aquela molécula.
Para investigar o processo de metilação de selenocisteína catalisado pela tiopurina metiltransferase, um grupo de cientistas utilizou espectroscopia de RMN por diferença de transferência de saturação, método eficaz para detecção de ligação de ligante. Este método explora a transferência de saturação através do Efeito Nuclear Overhauser e a difusão de spin da proteína para o ligante. Portanto, a força do sinal de um próton ligante em um espectro de RMN de STD é indicativo da interação da molécula do ligante com uma proteína, bem como seu modo de ligação privilegiado. Com isso, foi possível identificar interações entre a enzima tiopurina metiltransferase e selenocisteína.
Tal como acontece com qualquer forma de espectroscopia, a RMN pode acompanhar as mudanças na intensidade de pico ao longo do tempo para dar uma ideia do curso de tempo das reações do metabólito de uma forma que não é muito diferente do uso de marcadores radioativos ou marcadores de metabólitos semelhantes. No entanto, a RMN apresenta a capacidade de medir a fase da radiação eletromagnética e, assim, usar sequências de pulso. Dessa forma, percebe-se a utilidade da espectroscopia de NMR como solução moderna na compreensão dos processos biológicos.